# Переводчики (фильм, 2019)
«Переводчики» (фр. Les traducteurs) — триллер совместного производства Бельгии и Франции с Ламбером Вильсоном, Ольгой Куриленко, Алексом Лоутером и Сидсе Бабетт Кнудсен в главных ролях.

## Сюжет
Издатель Эрик Ангстрем готовит выпуск третьего, заключительного тома мирового бестселлера, романа «Дедал», автором которого является загадочный писатель Оскар Брак.
Для эффектного маркетингового хода — одновременного выхода романа из печати на языке оригинала (французском) и в нескольких зарубежных странах с наибольшими продажами предыдущих двух томов — Ангстрем нанимает девять переводчиков. Их поселяют во Франции в бункере, расположенном под загородным особняком, роскошном убежище некоего «русского миллиардера, уверенного, что конец света близок». В условиях строгой изоляции и абсолютной секретности переводчики работают над подготовкой текста последней части этого романа на своих родных языках (английском, немецком, русском, португальском, датском, китайском, испанском, греческом и итальянском).
Их изолировали, чтобы не допустить утечки ожидаемой миллионами поклонников новинки в интернет – если это произойдёт, издательство будет разорено. Все, кто работает над романом, получают по 20 страниц в день, полным текстом обладают только Ангстрем и никому, кроме него, неизвестный автор, скрывшийся под псевдонимом «Оскар Брак». Однако, хотя контакт переводчиков с внешним миром совершенно исключён, первые десять страниц романа оказываются выложены в интернете таинственным хакером. Неизвестный шантажист требует крупный выкуп за то, чтобы не сливать в сеть оставшуюся часть романа, а получив первый отказ — выкладывает следующий кусок текста и вчетверо увеличивает свои требования.
Все задаются вопросом, как вообще могла произойти утечка. А совершенно утративший остатки самообладания, порядочности и уважения к людям Ангстрем начинает собственное расследование. Он не остановится ни перед чем. Ещё два-три сообщения от ехидно непреклонного хакера — и Эрик перестанет убеждать и начнёт убивать…

## В ролях
- Ламбер Вильсон — Эрик Ангстрем (издатель)
- Алекс Лоутер — Алекс Гудмен (переводчик, английский язык)
- Ольга Куриленко — Катерина Анисинова (переводчица, русский язык)
- Риккардо Скамарчо — Дарио Фарелли (переводчик, итальянский язык)
- Сидсе Бабетт Кнудсен — Хелен Туксен (переводчица, датский язык)
- Эдуардо Норьега — Хавьер Касаль (переводчик, испанский язык)
- Анна Мария Штурм — Ингрид Корбель (переводчица, немецкий язык)
- Фредерик Чау — Чэнь Яо (переводчик, китайский язык)
- Мария Лейте — Тельма Алвиш (переводчица, португальский язык)
- Манолис Мавроматакис — Константинос Кедринос (переводчик, греческий язык)
- Сара Жиродо — Роз-Мари Муэй (ассистентка Ангстрема)
- Патрик Бошо — Жорж Фонтен (владелец книжного магазина)
- Мишель Бомпуай — Робер Монтей
- Николя Корецки — Филипп Артур
- Марк Арно — Пол Сьерра
- Венсьян Мильро — Кароль Бауэр
- Джейд Фан-Джа — Люси Смадиа
- Сергей Нестеренко — Марат (охранник)
- Илья Никитенко — Иван (охранник)
- Миглен Мирчев — Сергей (охранник)
- Ирина Мулюй — инспектор Камара
- Алясдер Нобль — Алекс Гудмен в детстве

## Релиз
Мировая премьера триллера «Переводчики» состоялась 23 ноября 2019 года. Прокат картины в России начался 27 февраля 2020 года. 